# Товарищество пароходства и транспортирования грузов Ф. и Г. Братья Каменские
Товарищество пароходства и транспортирования грузов Ф. и Г. Братья Каменские (полное название «Почтово-пассажирское пароходство Товарищества пароходства и транспортирования грузов „Ф. и Г. Братья Каменские“») — компания водного транспорта Российской империи.

## История
Основателями династии Каменских — Фёдор Козьмич и Григорий Козьмич прошли путь от крепостных ямщиков князя Голицына до богатейших купцов города Перми. Пермский краевед В. С. Верхоланцев писал в начале XX столетия:

«Происходя из подгородной Перми деревни Данилихи и не получив никакого образования, они личным трудом составили себе капитал, достигший нескольких миллионов».

До отмены крепостного права они выкупились на волю, после чего организовали конные перевозки от Москвы до Китая — это шесть тысяч верст, с перевалочными базами и сменными извозчиками. Затем занялись делами пароходными. В 1858—1859 годах братья построили свой первый буксирный пароход «Работник»; перевозка грузов водным путём стала приносить им значительную прибыль. В 1862 году у братьев было уже два буксирных парохода, и после успешной навигации они пожертвовали 8000 рублей на строительство Воскресенской церкви в память освобождения крестьян от крепостной зависимости.

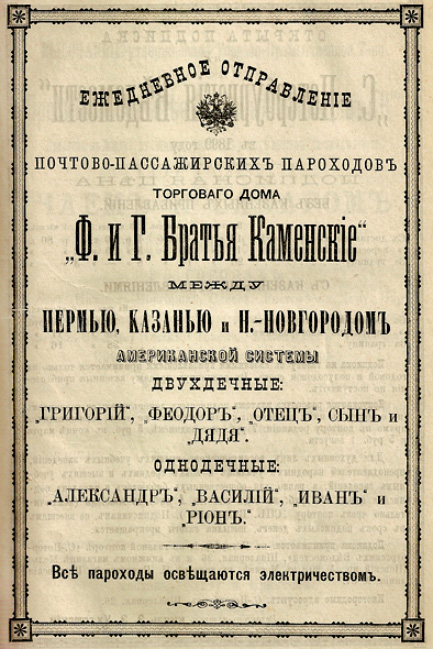
Реклама почтово-пассажирских пароходов Каменских

Пароход товарищества «Александр»

Пристань товарищества в Перми

В 1865 году было основано пассажирское пароходство братьев Каменских — перевозка пассажиров между Пермью и Нижним Новгородом осуществлялась пароходами «Иоанн», «Михаил», «Александр», «Василий», названными в честь сыновей братьев Каменских. В 1871 году ими был основан торговый дом «Товарищество пароходства и транспортирование грузов Ф. и Г. Братья Каменские», осуществлявший перевозку грузов по России водным путём. В 1874 году на берегу Камы братья Каменские построили и пустили в действие литейно-механический завод для производства железа, постройки и ремонта судов. Завод братьев Каменских был построен англичанином Гектором Гуллетом. Именно этот инженер–строитель, переехавший на постоянное жительство в Тюмень, был основателем всего уральского пароходства: он строил и Тюменский, и Екатеринбургский пароходные заводы, заимствуя новейшие технологии у Великобритании и Америки. Некоторые дети Федора и Григория Каменских для ведения дел  компании разъехались по стране: Василий Федорович занимался делами компании в Петербургской конторе, Михаил Федорович — в Нижнем Новгороде, Алексей Григорьевич — в Москве.
В 1893 году Товарищество перешло в руки сыновей Фёдора Козьмича —  Михаила и Василия, а также  Григория Козмича — Алексея, Александра и Ивана. На рубеж XIX−XX веков пришлось время наивысшего развития семейного дела Каменских. Они приобрели хлопковые плантации в Ташкентском уезде, а в самом Ташкенте – хлопковый и канатовитейные заводы. Во многих городах их пароходная фирма имела пристани и склады. В Перми, Нижнем Новгороде, Санкт-Петербурге, Риге действовали отделения Товарищества. По состоянию на 1915 год в пароходной компании Каменских было более 15 судов.